# 토룬성

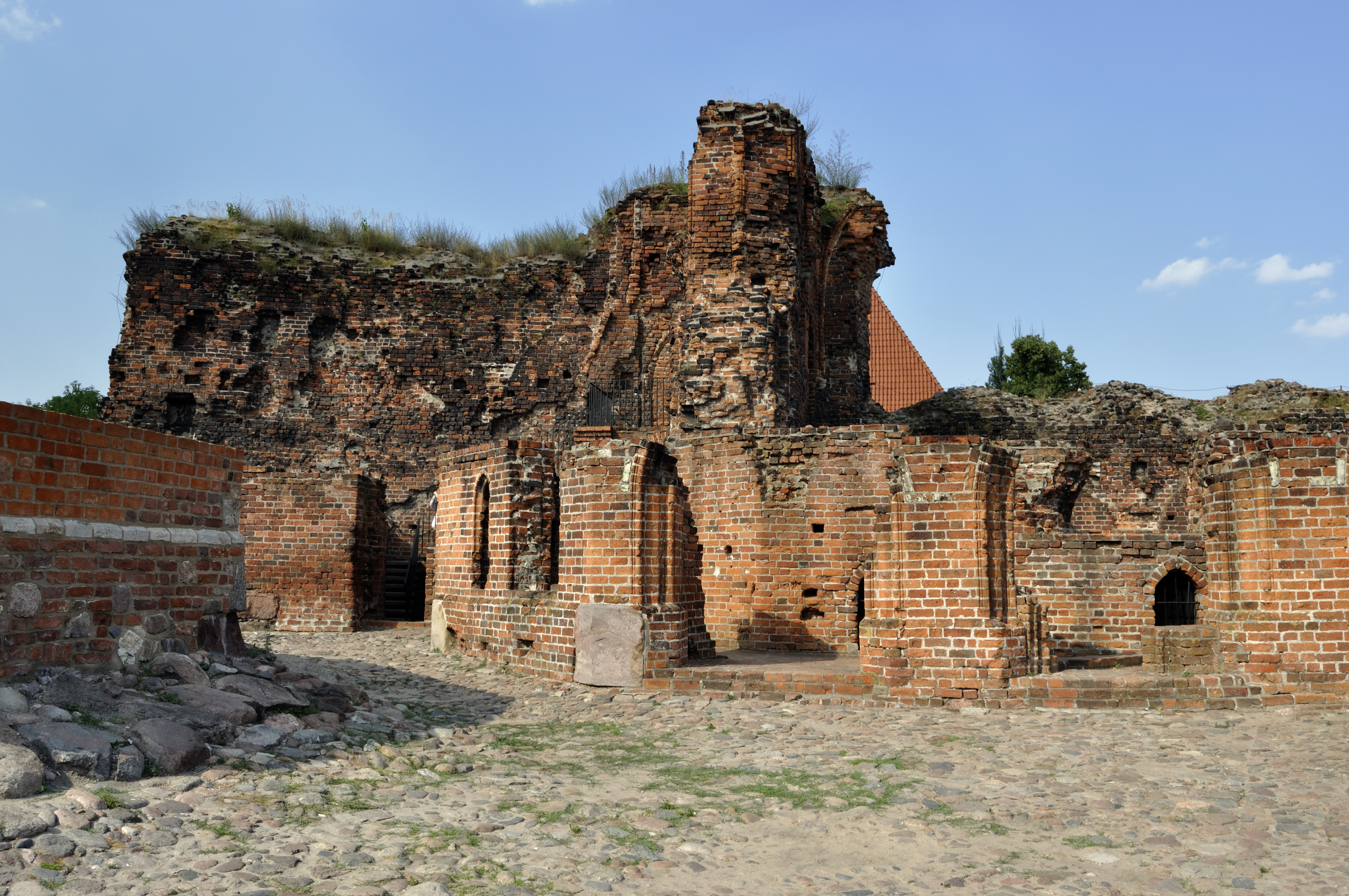
토룬성 유적

토룬성(폴란드어: Zamek krzyżacki w Toruniu)은 폴란드 쿠야비포모제주 토룬에 있는 튜턴 기사단 성이다. 이 성은 폴란드의 세계유산이자 폴란드의 역사 기념물 중 하나인 토룬 중세 마을의 일부다.